# Ferrovia Pechino-Tientsin
La ferrovia Pechino-Tientsin è una linea ferroviaria cinese ad alta velocità che collega Pechino e Tientsin.

## Storia
La prima proposta di costruzione di una ferrovia ad alta velocità tra Pechino e Tientsin si è avuta nel 2000 da parte di un professore dell'Università Nankai, Binglian Liu. Il primo incontro tra il ministero delle ferrovie e le due città interessate si è avuto nel 2003: dopo altre riunioni riguardati il progetto, il 3 marzo 2005 si è tenuto l'incontro che ha determinato il finanziamento della tratta.
I lavori di costruzione sono ufficialmente iniziati il 4 luglio 2005; nell'agosto 2007 termina la costruzione del piano binario e dei viadotti, mentre nel dicembre 2007 si conclude la posa dei binari e nel febbraio 2008 l'istallazione della catenaria. Nel marzo 2008 cominciano le prime corse di prova; il 1º luglio 2008 la linea viene messa a regime ma ancora senza passeggeri: l'inaugurazione ufficiale avviene un mese dopo, il 1º agosto, pochi giorni prima dell'inizio dei Giochi della XXIX Olimpiade. Nel primo anno di attività la ferrovia viene utilizzata da poco meno di 19 milioni di passeggeri con un tasso di puntualità al 98%.
Il 1º ottobre 2009 cominciano i lavori di prolungamento verso Binhai New Area: la nuova tratta viene inaugurata il 20 settembre 2015.

## Caratteristiche
| Head station |

| Stop on track |

| Stop on track |

| Stop on track |

| Unknown route-map component "CONTgq" | Junction both to and from right |  |

| Station on track |

|  | Unknown route-map component "ABZgl" | Unknown route-map component "CONTfq" |

| Small non-passenger station on track |

| Stop on track |

|  | Unknown route-map component "KRWgl" | Unknown route-map component "KRW+r" |

|  | Straight track | Station on track |

|  | Straight track | Unknown route-map component "CONT2+g" |

| Small non-passenger station on track |

| Unknown route-map component "CONTgq" | Unknown route-map component "ABZg+r" |  |

| Station on track |

|  | Unknown route-map component "ABZgl" | Unknown route-map component "CONTfq" |

| Unknown route-map component "tSTRa" |

| Unknown route-map component "tKHSTe" |

La ferrovia ha una lunghezza di 120 chilometri e si sviluppa quasi totalmente in viadotto.
Tra Pechino e Tientsin si contano cinque stazioni, a cui se ne aggiungono altre due nel prolungamento verso Binhai New Area. I treni viaggiano a una velocità di 350 km/h, comprendo la distanza tra Pechino e Tientsin in circa 30 minuti, rispetto ai 70 prima che la ferrovia fosse costruita; la frequenza dei treni si aggira tra i 10 e i 20 minuti: tuttavia, in caso di necessità, i tempi possono essere ridotti a 3 minuti.
Il sistema di segnalamento è affidato all'ERTMS.